# Pietro Garinei
Pour les articles homonymes, voir Garinei.
Pietro Garinei, né le 1er février 1919 à Trieste et mort le 9 mai 2006 à Rome, est un dramaturge, acteur et auteur-compositeur italien considéré comme « Le père de la comédie musicale italienne ». 

## Biographie
Pietro Garinei est né à Trieste et est diplômé en pharmacie. Journaliste du Corriere dello Sport - Stadio, il  rencontre Sandro Giovannini, avec lequel il forme un duo dont l'activité commence avec la fondation du journal humoristique Cantachiaro en 1944. 
Après la Seconde Guerre mondiale, Garinei collabore avec la radio italienne.  En 1949, il fait ses débuts comme dramaturge. En 1951, Garinei décide d'aller à New York pour étudier la comédie musicale américaine, ce voyage de formation marque un tournant dans le spectacle musical italien. En 1952, il présente la comédie musicale Attanasio cavallo vanesio, mettant en vedette Renato Rascel. Toujours en collaboration avec Giovannini, il a écrit de nombreuses comédies musicales comme Un paio d'ali, Ciao Rudy, Rugantino, Aggiungi un posto a tavola . Les acteurs qui ont joué dans leurs comédies comprennent Nino Manfredi, Gino Bramieri, Sandra Mondaini, Walter Chiari, Domenico Modugno, Massimo Ranieri, Raffaella Carrà, Marcello Mastroianni, Giulio Scarpati, Nancy Brilli et bien d’autres,.
Le duo a également écrit des paroles pour des chansons, notamment Arrivederci Roma et Domenica è sempre domenica. 
Après la mort de Giovannini en 1977, Garinei poursuit seul sa carrière. Des pièces comme Taxi a due piazze (1984), La vita comincia ogni mattina (1981), Se il tempo fosse un gambero (1986) ou I sette re di Roma (1989) poursuivent la série,.
Pietro Garinei est mort à Rome en 2006.
Son frère Enzo, né à Rome le 4 mai 1926, est un acteur.